# Rothals-Wassernatter

Rothals-Wassernatter auf Lantau Island

Die Rothals-Wassernatter (Rhabdophis subminiatus) ist eine in Asien vorkommende giftige Schlangenart aus der Unterfamilie der Wassernattern (Natricinae).

## Merkmale
Die Rothals-Wassernatter erreicht eine maximale Länge von 130 Zentimetern. Die Körperoberseite zeigt eine olivgrüne bis hellbraune Farbe und ist mit einem schwarzbraunen Schachbrettmuster über nahezu die gesamte Körperlänge überzogen. Hinter dem grauen oder olivgrünen, mit großen flachen Schuppen versehenen Kopf hebt sich ein V-förmiger, schwarz gefüllter und gelb begrenzter Kragen ab. Der Hals ist orangerot bis weinrot gefärbt und verleiht dieser Schlange ihren Trivialnamen. Die Art ist mit Nackendrüsen ausgestattet, die ein giftiges Sekret absondern können. Der Rücken ist dicht mit kleinen Kielschuppen bedeckt. Der Bauch ist ockerfarben oder grau. Die Augen sind groß und schwarz, die Pupillen sind rund.

## Ähnliche Arten
Aufgrund der sehr charakteristischen Zeichnung ist die Art unverwechselbar.

## Verbreitung und Lebensraum
Die Rothals-Wassernatter ist im Nordosten Indiens, in Indonesien, Thailand, Vietnam, Kambodscha, Laos, Myanmar, Malaysia, Singapur, Bhutan, Bangladesch, Nepal sowie im Südosten Chinas zu finden. Die Art kommt überwiegend in der Nähe von Wasser vor, beispielsweise an den Ufern von Bächen, Flüssen und Teichen. Sie wurde auch in Sümpfen, auf feuchten Wiesen und Kulturflächen, insbesondere in Reisfeldern nachgewiesen. Die Höhenverbreitung der Art reicht vom Meeresspiegel bis auf 1200 Meter.

## Lebensweise
Die Rothals-Wassernatter ist überwiegend tagsüber aktiv und sucht bevorzugt im feuchten Gelände nach Beute. Sie ist im Allgemeinen nicht aggressiv, jedoch wenn sie in die Enge getrieben wird, kann sie ihren Hals abflachen und sich zischend in eine defensive S-Haltung erheben. Die Art pflanzt sich durch Oviparie (eierlegend) fort. Das Gelege kann bis zu 14 Eier umfassen. Rothals-Wassernattern ernähren sich in erster Linie von Amphibien und Fischen, zuweilen auch von Mäusen und Eidechsen.

## Giftigkeit
Die Einteilung der Schlangen in giftige und ungiftige Arten ist nicht unproblematisch. So verfügen auch die vermeintlich ungiftigen, so genannten Trugnattern über einen einfachen Giftapparat. Ihre Giftzähne liegen weit hinten im Oberkiefer. Deshalb gilt der Biss dieser Schlangen besonders kleineren Beutetieren, wie z. B. Mäusen und Eidechsen. Für den Menschen ist der Biss, sofern er in den Arm oder das Bein erfolgt, bei den meisten Trugnattern ungefährlich, da hierbei die Giftzähne nicht mit der Haut in Berührung kommen. Lebensgefährliche Vergiftungserscheinungen können jedoch beim Menschen z. B. nach einem Biss der Rothals-Wassernatter in einen Finger auftreten. In einem solchen Fall erwies sich eine Therapie mit Blutaustausch, Erythrozytenkonzentraten, Bolusgaben von Humanfibrinogen und niedrig dosiertem Heparin als erfolgreich, wodurch die ausgeprägte hämorrhagische Diathese beherrscht werden konnte. Nach ca. vier bis fünf Wochen normalisierten sich die hämostaseologischen Befunde. Die meisten Bestandteile des Gifts sind unbekannt, es sind jedoch offensichtlich Toxine mit einer Einwirkung auf die Blutgerinnung enthalten. An der Bissstelle kommt es zu lokalen Schmerzen, Schwellungen, Blutungen und Blasenbildungen. Allgemeine Anzeichen sind Kopfschmerzen, Übelkeit, Erbrechen, abdominelle Schmerzen, Durchfall, Krämpfe, Schwindel und Kreislaufstörungen bis zum Kollaps. Typisch ist eine Koagulopathie. Gemäß Angaben des  Japan Snake Institute wird Anti-Yamakagashi Antivenom als Antivenin verwendet.

## Gefährdung
Die Rothals-Wassernatter wird in Indien im Wild Life (Protection) Act, 1972 in Kategorie IV geführt, was bei Verstößen Strafen nach sich zieht, die jedoch wesentlich geringer ausfallen als bei Verstößen der mit absolutem Schutz geführten Arten in den Kategorien I und II.
Von der Weltnaturschutzorganisation IUCN wird die Rothals-Wassernatter als „Least Concern = nicht gefährdet“ klassifiziert.